# Tanuetheira congoensis
Tanuetheira congoensis är en fjärilsart som beskrevs av James John Joicey och Talbot 1921. Tanuetheira congoensis ingår i släktet Tanuetheira och familjen juvelvingar. Inga underarter finns listade i Catalogue of Life.